# Pterocomma lhasapopuleum
Pterocomma lhasapopuleum är en insektsart. Pterocomma lhasapopuleum ingår i släktet Pterocomma och familjen långrörsbladlöss. Inga underarter finns listade i Catalogue of Life.